# Гемицеллюлозы

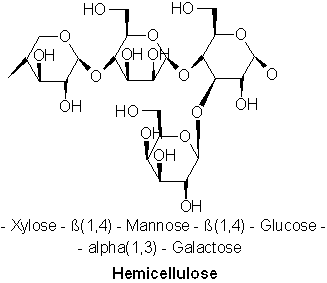
Типичные компоненты гемицеллюлоз и связи между ними.

Гемицеллюлозы (ГМЦ) — растительные гомо- и гетерополисахариды с меньшей, чем у целлюлозы, молекулярной массой (10000—40000), состоящие из остатков разных пентоз и гексоз. Основные компоненты гемицеллюлоз — глюканы, ксиланы, маннаны, галактаны, фруктозаны, арабиногалактаны и т. д. Больше всего в растениях содержится ксиланов. Много ГМЦ в семенах, косточках, соломе, подсолнечной лузге, шелухе семян хлопчатника, кукурузной кочерыжке. В среднем гемицеллюлозами представлено около 25 % (по массе) органического вещества однолетних растений.
При гидролизе ГМЦ дают разнообразный набор соединений: D-фруктозу, D-ксилозу, D-галактозу, D-маннозу, L-арабинозу, L-рамнозу, D-глюкозу, D-галактуроновую и 4-О-метил-D-глюкуроновую кислоты, которые присутствуют в виде боковых ответвлений. Моносахариды входят в состав ГМЦ в фуранозной и пиранозной формах, уроновые кислоты в пиранозной форме. Отдельные моносахариды в ГМЦ связаны β-1→2-, β-1→3-, β-1→4 и β-1→6-связями.
Полисахариды ГМЦ — обязательная составная часть клеточных стенок растений, выполняют в основном конструктивные функции, инкрустируя целлюлозу. В ряде случаев наряду с крахмалом полисахариды ГМЦ являются запасными питательными веществами. Также они входят в состав клеточных стенок различных микроорганизмов.
В отличие от целлюлозы ГМЦ относятся к легкогидролизуемым полисахаридам. Их извлекают из измельчённых обезжиренных и обессмолленых тканей или делигнифицированного сырья водными растворами щелочей, диметилсульфоксидом. Из полученных растворов ГМЦ осаждают спиртом, ацетоном, реактивом Фелинга, солями, отделяют центрифугированием, промывают и лиофильно высушивают.

## Состав
Полисахариды ГМЦ отличаются разнообразными свойствами, что обусловлено различным расположением звеньев в полимерной цепи, типом связи между остатками моносахаридов, степенью и характером ветвления звеньев, величиной молекулярной массы и содержанием различных функциональных групп.
Арабинаны — полисахариды, сопутствующие пектиновым веществам в растительных тканях. Выделенные из различных видов сырья (корней сахарной свёклы, земляного ореха, яблок, цитрусовых). Они растворимы в воде, легко гидролизуются.
Ксиланы — наиболее распространённые полисахариды, входящие в группу гемицеллюлоз. Их молекулярная масса примерно 40000 Да. Макромолекулы разветвлены, основная наиболее длинная цепь сформирована из остатков D-ксилопираноз, соединённых между собой β-связью по месту 1→4 углеродных атомов. В составе боковых, менее разветвленных цепей найдены: L-арабиноза, D-ксилоза, глюкуроновая кислота, и её метиловый эфир, реже D-глюкоза, и D-галактоза. Для разных видов растений и их анатомических частей характерны различные по составу боковых цепей полисахариды, что влияет и на качество пищевых продуктов.
Галактаны — их количества колеблются от 1 до 16 %, они формируют клеточные стенки разнообразных растений. Строение макромолекул галактанов зависит от вида растительного сырья.
Сульфированные галактаны, выделяемые из водорослей, обладают значительными желирующими свойствами и широко ис¬пользуются в кондитерском производстве. Они делятся на две группы агар и каррагинан. Агар является смесью двух полисахаридов — агарозы и а агропектина. Каррагинаны построены из звеньев сульфированной галактозы и 3,6-ангидрогалактозы. Сульфированные полисахариды широко применяются в кондитерской промышленности при производстве желе, мармеладов, киселей и др. пищевых продуктов.
Маннаны — формируют клеточные стенки хвойной древесины, дрожжей, водорослей и другого сырья. Они построены из остатков D-маннапираноз, соединённых 1 → 4 или 1 → 6 связями. К ним относятся галактоманнан, глюкоманнан, галактоглюкоман. Молекулы могут быть линейными или разветвленными, боковые цепи соединены с основной цепью связями 1→4 или 1→3.
Фруктаны — содержатся в зерне пшеницы, ячменя и других покрытосеменных растениях, в топинамбуре, травах, бактериях.
Фруктаны построены из остатков фруктозы, соединённых по месту 2 → 1 или 2 → 6 углеродных атомов. К их числу относятся инулин, аспарагозин и другие вещества.
Роль гемицеллюлоз в питании человека разнообразна. Они безвредны для организма человека и перевариваются в зависимости от строения на 69 % − 95 %. ГМЦ служат источником энергии, влияют на липидный обмен, играют роль энтеросорбентов, снижают содержание холестерина, сорбируют микрофлору, соли тяжёлых металлов.

## Функции
Гемицеллюлозы обеспечивают нековалентную сшивку отдельных фибрилл целлюлозы. В связи с чем, в современной биологии растений предлагается использовать функциональный термин: сшивочные гликаны (англ. cross-linking glycans).

## Систематика
Древесина, кроме целлюлозы, содержит другие полисахаридные вещества, которые включают гемицеллюлозы. Они характеризуются меньшей устойчивостью к действию разбавленных кислот, которые они гидролизуют и, в отличие от целлюлозы, растворяются в разбавленной щелочи. Поскольку гемицеллюлозы являются веществами, представляющими все полисахариды и их производные, присутствующие в древесине в дополнение к целлюлозе и крахмалу , было предложено много критериев для их классификации.
- Деление из-за легкости гидролиза:

Наиболее общим является разделение на гемицеллюлозы, легко и трудно гидролизующиеся. В отличие от целлюлозы макромолекулы гемицеллюлозы состоят не только из остатков глюкозы, но и из других простых сахаров, таких как ксилоза, манноза и галактоза. Гемицеллюлозы имеют более низкую степень полимеризации (SP <300), чем целлюлоза, более низкую регулярность структуры и степень упорядоченности структуры, что делает их менее устойчивыми к деградации. Характерной особенностью всех гемицеллюлоз является хорошая растворимость в разбавленной щелочи. Название гемицеллюлозы было введено Шульце в 1891 году для нецеллюлозной части углеводов, содержащихся в растениях. Рогвин представил общепринятую концепцию разделения гемицеллюлозы. В качестве критерия для разделения гемицеллюлоз он принял конструкцию их основных единиц и макромолекул.
- Разделение по химической структуре

Исходя из химической структуры гемицеллюлозы, её можно разделить на:
- гомогенный:

состоящий из остатка тех же простых сахаров
- состоящий из полиуроновых кислот
- неоднородный:

состоящий из остатков различных простых сахаров
- состоящий из остатков различных простых сахаров и уроновых кислот.

Деление Шульце:
- Целлюлозаты - они включают полисахариды с относительно короткой цепью (SP 150-200) и делятся на пентозаны и

гексозаны с общими формулами:
- пентозаны - (C 5 H 8 O 4 ) n
- гексозаны - (C 6 H 10 O 5 ) n

В присутствии неорганических кислот пентозаны гидролизуются до пентоз :
(C 5 H 8 O 4 ) n + nH 2 O → n C 5 H 10 O 5
и гексозаны в тех же условиях гидролизуются до гексозов :
(C 6 H 10 O 5 ) n + nH 2 O → n C 6 H 12 O 6
Гексозаны и пентозаны представляют собой полимеры, состоящие из гликозидных остатков, связанных с пентозой или гексозой . Целлюлозаты являются частью гемицеллюлоз, которые труднее гидролизуются. Они состоят в основном из ксилана и маннана. Они также могут присутствовать в виде смешанных целлюлоз, например арабогалактан, галактоманнан, галактоманноксилат.
- Полиурониды - это аморфные вещества, содержащие значительные количества гексауроновых кислот, некоторые метоксигруппы, ацетильные группы и свободные карбоксильные группы. Гидролиз полиуронидов приводит к образованию уроновых кислот. Наиболее распространённые уроновые кислоты включают β-D-глюкуроновую кислоту , β-D-маннуроновую кислоту и α-D-галактуроновую кислоту . Наиболее важными реакциями уроновых кислот являются декарбоксилирование, которое происходит при нагревании с неорганическими кислотами. Tогда возникают coответствующие пентозы.